# シノビノ
『シノビノ』は、大柿ロクロウによる日本の漫画作品。『週刊少年サンデー』（小学館）にて2017年33号から2018年43号まで連載された。幕末に実在したとされる忍者、沢村甚三郎を主人公としている。

## あらすじ
第1部
忍びが最も活躍した戦国時代から遥か250年が経過した嘉永6年（西暦1853年）。侍すらも時代遅れになろうとしている幕末で、最後の一人となった忍びに、幕府から「黒船潜入」の任務が下る。生まれる時代を違えた、最強の老忍・沢村甚三郎は史実に残る、日本を懸けた極秘任務に挑む。
第2部
黒船を退けた甚三郎は、黒船で交戦した藤堂平助を弟子に取り、深川で修行生活を始める。ある日、甚三郎は徳川幕府の使者であったかえでから人斬り・月下美人の暗殺を依頼される。甚三郎と平助はこれらの依頼の過程で不穏な動きをする坂本龍馬一派や試衛館（後の新選組）らと関わっていく。
第3部
時は流れ、安政7年（1860年）。平助が甚三郎の弟子となり7年経ったある日、甚三郎は突如平助に破門を言い渡し、平助はその後、試衛館に仲間入りする。再び一人になった甚三郎は桜田門外の変を企てる坂本龍馬一派と交戦するが、瀕死の重傷を負い、闇に消える。
第4部
慶応3年（1867年）。平助は新選組を離脱し、御陵衛士となっていた。一方、坂本龍馬一派は海援隊を結成し、黒船で京都襲撃を計画する。水面下で忍びとしての活動も続けていた平助は龍馬らの凶行を阻止すべく黒船に向かう。

## 登場人物

### 主要人物
沢村甚三郎保祐（さわむら じんざぶろう やすすけ）
本作の主人公。58歳→65歳→72歳。忍者の末裔。伊勢国津藩伊賀に在住し、表向きは猟師で生計を立てている。忍びの能力が必要とされない平和な江戸の世の中でも鍛錬を続けていた。ある日、江戸幕府から黒船潜入の依頼を受け、受諾。普段は居眠りや腰痛・難聴を訴えるなど年齢相応の振る舞いをしているが、それは世を忍ぶ仮の姿で、任務になると隠密としての驚異的な能力を発揮する。年齢ゆえ身体能力そのものは劣化しているが、地の利を活かすなどした戦い方で対処している。
ペリーらが画策していた江戸襲撃計画を阻止した後、黒船で知り合った藤堂平助を弟子に取り、自身の後継者として育てる。平助からは「ジンジイ」と呼ばれる。7年間の修行の後、自らの体の衰えと、平助の自立を促すため、平助に対し破門を言い渡す。再び一人になった甚三郎は井伊直弼暗殺（桜田門外の変）を企てる坂本龍馬一派と交戦した際、右手と右足を失い、闇に消える。その後は体の回復を待ちながら龍馬らの動きを監視、終盤で龍馬の暗殺を計画する。
妻のたえとは死別。息子もいたが、息子らは忍びの修行に反発し家を出て行った。
藤堂平助（とうどう へいすけ）
本作の準主人公。のちの新選組八番隊組長、御陵衛士。作中では9歳→16歳→23歳。好戦的な性格で、世界一のサムライになることが目標。連載序盤では吉田松陰と行動を共にしており黒船襲撃計画に参加、甚三郎と交戦する。その後、成り行きで甚三郎の弟子となり、忍びの修行を受ける。当初は侍になることが目標であったため忍びの修行には反発していたが、鍛錬を経て甚三郎と信頼関係を築くようになる。甚三郎は彼を自身の若い頃と重ねて見ている。甚三郎曰く「バカだが素直」。おだてられやすい性格。
7年間甚三郎と師弟関係を結んでいたが、ある日突然破門を言い渡され、忍びとして甚三郎を超えることを決意する。その後は表向きは新選組や御陵衛士に身を置きながら、忍びとして勝海舟と連携し不穏な動きをする坂本龍馬一派を監視。かつての仲間である新選組の協力も得て龍馬らの京都襲撃計画阻止に尽力する。史実では慶応3年（1867年）末に油小路事件で暗殺されるが、作中では生きており、「藤堂平助」の名を捨て甚三郎から「沢村甚三郎」の名を襲名、忍びとして活動を続ける。
作中では藤堂和泉守高猷の息子ということになっている。父が死んだ母にあげた兼重を愛刀として振るう。ただし、父の事は良くは思っておらず、「クソ親父」と呼んでいる。
かえで
徳川幕府徒目付。23歳→29歳→36歳。阿部から甚三郎の監視を指示される。その後阿部の怪しい動きに気付き、捕らえられそうになるも、甚三郎により助けられる。それ以降は甚三郎の熱狂的なファンになる。黒船事件以降は徒目付を退任し、勝海舟の元で幕府から甚三郎宛ての任務を担当する。後に徒目付に復帰した。

### アメリカ海軍
マシュー・カルブレイス・ペリー
アメリカ海軍提督。幕府側は「ペルリ」と呼んでいる。本国の意向に反して阿部と通じ、江戸襲撃を画策。武人でもあり、戦闘能力を有するが、甚三郎に倒される。その後は本来の任務通り大統領からの親書を渡し、日本を去った。
アボット
黒船の旗艦であるサスケハナ号の副艦長。ペリーの側近で、冷静な人物。
ウォルター
サラトガ船長。黒船襲撃を目論む吉田松陰らに船を奪取される。
仙太郎（せんたろう）
黒船艦隊の船員。日本人の漁師で、船が難破しアメリカの船に救われ、帰国するため黒船への乗船を許可されていた。他の船員からは「サム・パッチ」と呼ばれ（彼の口癖の「心配…心配…」がアメリカ人からはそう聴こえることから）、雑用を押し付けられていた。日本人であることから甚三郎に目を付けられ、協力を要請される。当初は脅される形での協力であったが、甚三郎の人心掌握術により主体的に協力するようになる。世界一の料理人になることが夢。
ミランダ
イギリスから参加した、部外戦隊の隊長。酒癖が悪く、酔っぱらった状態でヘンリー・ベッセマー式自動後装填蒸気機関銃を放つ。日本に対して恨みを持つ人物。艦長室へ向おうとする吉田松陰らを止めようとした際、金子に撃たれる。
ジュローム
部外戦隊。元々はセントヘレナ島を守護していた剣士で、ペリーが気に入り黒船に招いた。驚異的な嗅覚の持ち主で戦闘能力も高いが、一瞬のスキを突き甚三郎に眉間を撃ち抜かれる。
ジェヴォーダンの獣／大影（おおかげ）
フランスで100人近くの死者をだしたとされる獣。ペリーがアメリカ本国には秘密で戦力として獣使いの末裔とともに船に乗せていた。正体は突然変異で巨大化したオオカミで、甚三郎に倒される。その後甚三郎にかえでを守るよう言いつけられ、かえでの元では大影と名付けられ仕えている。
ルー・アーツァイ
部外戦隊の武術家。77歳。少林拳の使い手で、強者と戦うために乗船。甚三郎に一騎打ちを挑み、敗れる。

### 吉田松陰一派
吉田松陰（よしだ しょういん）
長州藩士。黒船への襲撃を計画。黒船襲撃の理由はペリーに自らの渡米を承認させ、アメリカで知識・技術を身に着け日本を強化することと述べており、目的と手段がかけ離れた狂人的な言動を行う人物。甚三郎は松陰らが黒船を襲撃し、日米で戦争になれば日本が負けることを理解していたため、対峙することとなる。
腐ったものを破壊して造り変えることを自らの天命と考えており、その目的の為なら仲間や自らの命も平然と犠牲にする。その狂人的な性格は4歳の時から叔父に私欲を一切捨てるよう厳しい教育を受けた影響であり、松陰が語る理念や行動もただ叔父に自分を認めさせたいとの想いが歪んだ結果であった。
金子（かねこ）
松陰の弟子。黒船襲撃計画に参加するが、松陰らが甚三郎と対峙した際、甚三郎の強さに恐れをなし、生き延びようとしたため失望した松陰により粛清される。

### 坂本龍馬一派
坂本龍馬（さかもと りょうま）
土佐藩士。底知れぬ頭脳を持ち、気配や感情が全く読み取れない謎の人物。お面をかぶっている。残虐な方法で人間観察を行うことを好む。「国の洗濯」と称し、武器や火薬を大量に揃えるなど不穏な動きをする。月下美人の件を切っ掛けに甚三郎らと交戦。以降、忍びを警戒するようになる。後に海援隊を結成し、黒船を使い京都襲撃を計画。最期は近江屋事件で甚三郎に暗殺される。
月下美人（げっかびじん）／河上彦斎（かわかみ げんさい）
江戸に出没する女郎姿の人斬り。開国派の財力のある人物を狙う。葛飾応為の命と北斎の絵を狙い、五月塾を襲撃した際に甚三郎らと交戦。
正体は女装した男性で、熊本藩士の河上彦斎。女性のような見た目を馬鹿にされ、コンプレックスにしていたが、「どうせなら女性らしく美しくなって人を斬り、外見で侮辱していた人間に屈辱を与えよう」と考えるようになる。己の快楽のみで人斬りを行う人物。発行体を塗った刀で相手の目をくらます戦法を使う。坂本龍馬に心酔している。
ジョン万次郎／中浜万次郎（ジョン まんじろう／なかはま まんじろう）
坂本龍馬の側近。
岡田以蔵（おかだ いぞう）
土佐藩士。坂本龍馬の幼馴染。龍馬の依頼でシーボルトを仲間にしようと画策し、甚三郎と対峙。身のこなしが鋭い。史実では慶応元年（1865年）に死罪となっているが、作中では生き残っており、中岡慎太郎に扮して龍馬と行動を共にしていた。最期は龍馬とともに暗殺される。
服部半蔵正義（はっとり はんぞう まさよし）
十二代目服部半蔵。伊賀忍者。一人称は「オレ様」。自らの家柄を自慢するなど出自を鼻にかけた物言いをする。近江屋で龍馬らの護衛をしていたが、甚三郎に暗殺される。
中澤琴（なかざわ こと）
のちの新徴組隊士。法神流の使い手。真面目で怒りっぽい。龍馬の京都襲撃計画に参加するが、新選組に敗北し、捕らえられる。
斉藤一（さいとう はじめ）
のちの新選組三番隊組長、御陵衛士。飄々とした振る舞いの人物。生気を感じさせず、軌道の読めない不気味な剣をふるう。龍馬の命で新選組に仲間入りし、情報工作していたほか、平助を監視していた。龍馬の計画には興味がなく、力試しのため協力していた。京都襲撃計画の際に平助、沖田総司と交戦。総司をあっさり斬り、強さを見せつけるが平助の忍びの術に敗れる。
ミツヒデ
龍馬が滅ぼした村で生き残った赤ん坊。龍馬の命によりジョンに育てられる。
おりょう
坂本龍馬夫人。池田屋事件の直前に結婚。

### 幕府関係者
阿部正弘（あべ まさひろ）
江戸幕府老中筆頭。藤堂高猷に対し、伊賀忍者を使って黒船への潜入工作を行うことを指示する。しかしこれはカモフラージュであり、裏ではペリーや吉田松陰と通じ、江戸襲撃を画策。開国を要求する諸外国に対し、楽観論で鎖国を貫く老中らの相手をすることに疲れており、「こんな国はもう外国に渡してしまえばいい」との考えを持っていた。企みは甚三郎により阻止され、その後は老中の仕事に専念していた。
藤堂和泉守高猷（とうどう いずみのかみ たかゆき）
伊勢津藩主。阿部からの命を受け、甚三郎に黒船潜入の極秘任務を依頼する。常に笑っているポジティブな人物。忍者マニア。後に藤堂平助の父であることが明かされるが、作中で両者が対面することはなかった。
徳川家慶（とくがわ いえよし）
江戸幕府将軍。病で寝たきりとなっており、実権は阿部に握られていた。
勝海舟（かつ かいしゅう）
江戸幕府軍艦操練所教授方頭取。かえでを通して甚三郎に任務を依頼していた。その後渡米し、留守の間甚三郎と平助に日本を守るよう依頼する。不穏な動きをする坂本龍馬に対しては、あえて気付かないふりをして弟子に取り泳がせていた。

#### 天然理心流道場試衛館
のちの新選組。「誠の侍」を目指し、日本を守るために集まった血気盛んな集団。人相手配されていたシーボルトを追い、甚三郎と対峙する。1人1人の腕は立つが、まとまりに欠ける。
近藤勇（こんどう いさみ）
のちの新選組局長。試衛館の中心人物。正義感が強い。
土方歳三（ひじかた としぞう）
のちの新選組副長。好戦的な性格。近藤に心酔している。短気で、山南とはよく口喧嘩をしている。煮物料理が得意。
沖田総司（おきた そうじ）
のちの新選組一番隊組長。一撃で三回突く「三段突き」を得意とする。平助が女性と見間違えたほどの美形。飄々とした性格だが、まだ子供であり、近藤に怒られるとすぐ泣いてしまう。新選組の結成後は平助の良き相棒となる。
山南敬助（やまなみ けいすけ）
のちの新選組総長。地形攻撃が得意。眼鏡をかけている。総司の成長に期待している。観察眼に優れ、斉藤一の不穏な動きにも気づいていた節があるが、史実通り元治2年（1865年）に亡くなったため連載終盤には登場しない。
永倉新八（ながくらしんぱち）
のちの新選組二番隊組長。左之助と組んだ重い剣撃を得意とする。口数が少なく、一見クールだが食いしん坊。
原田左之助（はらだ さのすけ）
のちの新選組十番隊組長。槍使い。マイペースで現金な性格。

### その他
葛飾応為／葛飾栄（かつしか おうい／えい）
葛飾北斎の娘。木挽町在住の浮世絵師。一人称は「オレ」。父から貰った応為という画号のことは良く思っておらず、本名の栄を名乗る。月下美人に命を狙われる。父が著名すぎることを気にしていたが、甚三郎に後押しされ、父を超えることを決意する。
佐久間象山（さくま しょうざん）
五月塾塾長。葛飾北斎の親友だった。
フィリップ・フランツ・フォン・シーボルト
ドイツの医者。30年前に長崎の出島で5年間蘭方医として勤めるが、帰国する際に禁止されていた日本地図の持ち出しを計ったため国外追放される（シーボルト事件）。日本に残した妻の滝（たき）、娘のイネにコレラのワクチンを届けるため黒船に潜入して密入国する。幕府からは追われる身の為、甚三郎に護衛を依頼。
トーマス・グラバー
商人。龍馬らに武器を手配する。
伊東甲子太郎（いとう かしたろう）
新選組参謀を経て御陵衛士盟主。坂本龍馬に心酔しており、協力を呼び掛けるが断られる。その後油小路事件で暗殺。平助は試衛館に入る前に伊東に世話になっており、その借りで御陵衛士まで行動を共にしていたが伊東の死後には「苦手だった」とも述べている。
影丸（かげまる）
甚三郎の飼い犬。伊賀の甚三郎宅の留守を任されている。
ジンベエ
深川で甚三郎、平助が飼っていた猫。

## 書誌情報
- 大柿ロクロウ『シノビノ』 小学館〈少年サンデーコミックス〉、全6巻
  1. 2017年10月18日発売、ISBN 978-4-09-127864-7
  2. 2017年12月18日発売、ISBN 978-4-09-127886-9
  3. 2018年3月16日発売、ISBN 978-4-09-128094-7
  4. 2018年6月18日発売、ISBN 978-4-09-128257-6
  5. 2018年8月17日発売、ISBN 978-4-09-128383-2
  6. 2018年10月18日発売、ISBN 978-4-09-128565-2